# David van Ooijen
David Adriaan Theodorus (David) van Ooijen (Wateringen, 25 december 1939 – Huissen, 8 november 2006) was een Nederlandse katholieke geestelijke en politicus. Hij geldt als de laatste katholieke priester in het Nederlands parlement. Tussen 1971 en 1993 was hij namens de Partij van de Arbeid lid van achtereenvolgens de Tweede en Eerste Kamer. Hij verliet de politiek toen hij tot provinciaal van de Nederlandse Dominicanen werd gekozen.

## Levensloop
David van Ooijen groeide op in een arbeidersgezin. Hij volgde in de jaren vijftig de Kweekschool voor onderwijzers, en studeerde later filosofie en theologie. Aanvankelijk was hij enkele jaren leraar maar in 1961 trad hij toe tot de Dominicanen en werd hij pater. Vijf jaar later sloot hij zich aan bij de PvdA. De toenmalige KVP kwam niet in aanmerking omdat Van Ooijen partijvorming op christelijke basis afwees. Hij studeerde op dat moment in Nijmegen en was in het klooster in Huissen waar hij woonde vormingsmedewerker. In Huissen werd zijn politieke voorkeur hem niet in dank afgenomen. Zo werden er huis-aan-huis pamfletten verspreid tegen de "rooie pater".
Van 1970 tot 1972 was Van Ooijen lid van de Provinciale Staten van de provincie Gelderland. Bij de Tweede Kamerverkiezingen 1971 kwam hij op de lijst van de PvdA en werd hij gekozen in het parlement. In de Kamer hield hij zich vooral bezig met onderwijs en minderhedenbeleid. Op het laatste gebied voelde Van Ooijen zich vooral betrokken bij woonwagenbewoners. Hij diende in 1980 een initiatiefvoorstel in tot wijziging van de Woonwagenwet, waardoor het verwijderen van woonwagens uit een gemeente aan de toestemming van Gedeputeerde Staten werd gebonden. Ook diende hij diverse initiatiefvoorstellen in op het gebied van onderwijs. Van Ooijen was voorzitter van de vaste commissie voor Onderwijs en Wetenschappen en van de bijzondere commissies voor de Nota studiefinanciering, het Woonwagenbeleid en Culturele Minderheden. Hij gold als atoompacifist en stemde steevast tegen alle artikelen van de begroting van Defensie die verband hielden met kernbewapening. In de jaren 1981 en 1982 was hij ook voorzitter van het Benelux-parlement.
In september 1993 werd Van Ooijen benoemd tot provinciaal overste van de Orde van de Dominicanen in Nederland, op de Nederlandse Antillen, Aruba en Puerto Rico. Hij verliet daarop de politiek. Hij was later tevens voorzitter van de Samenwerkende Nederlandse Priesterreligieuzen en lid van de Bisschoppelijke Beleidsadviescommissie, het hoogste adviesorgaan van de bisschoppen. Opvallend daarbij was dat hij eerder nooit in aanmerking was gekomen voor een kerkelijke functie. Nog in 1987 klaagde Van Ooijen over het vermeende feit dat de kerkleiding hem gezien zijn politieke functie niet wilde.
Op 27 augustus 2006 was Van Ooijen te horen in het radioprogramma Het Klooster (RKK), als gast in het onderdeel Andersdenkenden. Hij verklaarde hierbij dat er bij hem kanker was geconstateerd en dat hij nog maar een paar maanden te leven had. David van Ooijen overleed op 66-jarige leeftijd aan de gevolgen van deze ziekte.

## Trivia
- Van Ooijen zegende als priester het huwelijk in van VVD-fractievoorzitter Ed Nijpels.
- Hij promoveerde in 1993 in de sociale wetenschappen aan de Erasmus Universiteit, met een proefschrift over het woonwagenbeleid.
- Toen het Vaticaan in de jaren tachtig priesters verbood politieke verantwoordelijkheid te dragen, vroeg Van Ooijen raad aan de magister-generaal van de Dominicanen, pater Damian Aloysius Byrne. Deze verklaarde de brief van de kerkleiding hierover onbeantwoord terzijde te hebben gelegd.